# شامبدور (أين)
شامبدور (بالفرنسية: Champdor)‏ هيبلدية فرنسية تقع في إقليم الأين في فرنسا. رمز إنسي لها هو: 1080، أما الرمز البريدي لها فهو: 1110

## الجغرافيا
يشكل نهر ألباراين جزءا من الحدود الشمالية الغربية من البلدية، ثم يتدفق جنوبا خلال البلدية